# Селяви
«Селяви» — песня российского рэп-исполнителя и музыканта Моргенштерна, выпущенная 8 апреля 2022 года на независимом лейбле через НЦА при поддержке Effective Records. Песня посвящена расставанию Алишера с его девушкой Диларой. Продюсерами песни выступили Gredy, VisaGangBeatz и Illuminati Production, а автором текста — сам Моргенштерн. Менее чем за сутки песня набрала более 1 миллиона просмотров на YouTube.

## Название
Название песни «Селяви» отсылает ко французскому выражению «C’est la vie», что в переводе означает «такова жизнь».

## Обложка
На обложке песни изображены обручальные кольца Алишера и Дилары в виде наручников украшённых бриллиантами.

## Предыстория
18 февраля 2022 года Дилара и Моргенштерн выложили в своих Instagram-аккаунтах совместную публикацию с подписью «Записали фит. Мы разводимся» встревожив часть своих фанатов.
В тексте выпущенной 14 марта 2022 года песни «12» были намёки на развод пары: «Моя кровать king size, но королевы меняются быстро […] Шопоголик сучий — я ношу шалав как вещи […] Новая сука — приятно, ещё приятней — новенький паспорт».
6 апреля 2022 года в интернет попал слитый отрывок песни, вызвав общественный резонанс в сети.

## Текст
В песне Алишер называет себя рок-звездой и плохим мужем: «Рок-звезда не может быть хорошим мужем»; винит себя в разводе: «Детка, ты же знаешь, ты не виновата, ты самая пиздатая из всех самых пиздатых, но судьба те подарила ебаната»; заявляет, что свидания с Диларой останутся только в её Instagram-аккаунте «И теперь всегда наши свидания, будут только в твоём Инстаграме» и надеется на воссоединение после того как покорит мир: «А когда закончу, я надеюсь, мы ещё поговорим».

## Оценки
Журналист Отар Кушанашвили в своём шоу «Каково?» назвал развод Моргенштерна и Дилары «постановкой ради продвижения нового сингла».

## Список композиций
| №  | Название | Текст песни | Музыка                                    | Длительность |
| -- | -------- | ----------- | ----------------------------------------- | ------------ |
| 1. | «Селяви» | Моргенштерн | Gredy VisaGangBeatz Illuminati Production | 2:40         |

## Позиции в чартах

### Ежедневные чарты

#### Apple Music
| Чарт (2022) | Высшая позиция |
| ----------- | -------------- |
| Азербайджан | 3              |
| Казахстан   | 3              |
| Латвия      | 1              |
| Литва       | 2              |
| Молдова     | 1              |
| Россия      | 1              |
| Таджикистан | 3              |
| Туркмения   | 1              |
| Украина     | 2              |
| Эстония     | 1              |

#### BandLink
| Чарт (2022) | Высшая позиция |
| ----------- | -------------- |
| Россия      | 1              |

#### iTunes
| Чарт (2022) | Высшая позиция |
| ----------- | -------------- |
| Россия      | 10             |
| Украина     | 42             |

#### MTS Music
| Чарт (2022) | Высшая позиция |
| ----------- | -------------- |
| Россия      | 3              |

#### Spotify
| Чарт (2022) | Высшая позиция |
| ----------- | -------------- |
| Россия      | 3              |
| Украина     | 1              |

#### YouTube
| Чарт (2022) | Высшая позиция |
| ----------- | -------------- |
| Мир         | 84             |
| Молдова     | 2              |
| Россия      | 3              |

#### VK Музыка
| Чарт (2022) | Высшая позиция |
| ----------- | -------------- |
| Мир         | 1              |

#### Яндекс.Музыка
| Чарт (2022) | Высшая позиция |
| ----------- | -------------- |
| Россия      | 4              |

### Еженедельные чарты

#### YouTube
| Чарт (2022) | Высшая позиция |
| ----------- | -------------- |
| Молдова     | 1              |
| Россия      | 3              |